# اتل شیتس
اِتل شیتس (لهستانی: Etel Szyc؛ زادهٔ ۲۶ سپتامبر ۱۹۶۰) بازیگر اهل لهستان است.
از فیلم‌ها یا مجموعه‌های تلویزیونی که وی در آن‌ها نقش داشته‌است، می‌توان به وُلین، در تاریکی، مهمانسرا، فهرست شیندلر و پیانیست اشاره نمود.